# Collateral Defect
Albums de Graveworm
(N)Utopia
(2005) Diabolical Figures
(2009)
Collateral Defect est le sixième album studio du groupe de black metal symphonique germano-italien Graveworm.
Le titre I Need a Hero est une reprise de Bonnie Tyler.
Le titre supplémentaire de la version japonaise, Which Way, provient de l'album précédent du groupe, (N)Utopia.
L'album est sorti le 5 juin 2007 sous le label Nuclear Blast Records.

## Liste des titres
1. Reflections – 2:27
2. Bloodwork – 3:29
3. Touch of Hate – 3:08
4. Suicide Code – 3:51
5. The Day I Die – 5:11
6. Fragile Side – 4:20
7. I Need A Hero (reprise de Bonnie Tyler) – 4:33
8. Out of Clouds – 3:53
9. Scars of Sorrow – 3:54
10. Memories – 6:15
11. Which Way (uniquement sur la version japonaise)

## Musiciens
- Stefan Fiori - Chant
- Harry Klenk - Guitare
- Eric Righi - Guitare
- Thomas (Stirz) Orgler - Guitare
- Sabine Meir - Claviers
- Martin Innerbichler - Batterie